# Корабельное
Корабе́льное — населённый пункт в городском округе ЗАТО Островной Мурманской области России.

## География
Населённый пункт находится на высоком обрывистом берегу эстуария Поноя, при впадении его в Белое море, на расстоянии 141 км к юго-востоку от города Островной, административного центра округа.

## Население
| 2002 | 2010 |
| ---- | ---- |
| 16   | ↘10  |

### Половой состав
По данным Всероссийской переписи населения 2010 года, в населённом пункте проживало 10 человек, из них 7 мужчин (70 %) и 3 женщины (30 %).